# Саввин, Виктор Афанасьевич
Виктор Афанасьевич Саввин (14 марта 1908, Чурапчинский улус, Якутская область, Российская империя — 1 февраля 1978) — якутский советский актёр. Заслуженный артист Якутской АССР (1943). Народный артист Якутской АССР (1955). Заслуженный артист РСФСР (1975).

## Биография
Якут. С молодости увлекался театром. В 1925 году организовал в селении Телейском (ныне Тёлёй-Диринг) драматический кружок, где поставил спектакли «Тина жизни» А. Софронова, «Тиэтэйбит» («Поспешивший») Н. Неустроева (играл в них центральные роли).
С 1932 года — артист Якутского музыкально-драматического театра, одновременно учился в Студии при театре.
Исполнял комические и хара́ктерные роли, участвовал в оперных спектаклях.

## Избранные театральные роли
- Бубнов, картузник («На дне» М. Горького)
- Добчинский («Ревизор» Н. Гоголя)
- Шаман Лиса («Красный шаман» П. Ойунского)
- Старостин («Братья» Ефремова)
- Тыраахы («Золотое зерно» Протодьяконова)
- Кулутов («От колонии к коммуне» Н. Мординова)
- Чуораан («Из недавнего» Заболоцкого),
- Уст Усутаки («Ньюргун Боотур» Жиркова и Литинского)
- Старик Айын сээн («Айал» Д. Сивцева)
- Рыбак («Большевик Василий» П. Ойунского)
- Охотник Николай Варламов («По широкому пути» Н. Мординова)
- Лентяй (одноименная комедия Д. Сивцева)

## Память
- Имя В. А. Саввина присвоено Дому народного творчества Болтогинского наслега Чурапчинского улуса Якутии[1].